# Bodtjärnen (Borgvattnets socken, Jämtland, 703025-149386)
Bodtjärnen är en sjö i Ragunda kommun i Jämtland och ingår i Indalsälvens huvudavrinningsområde.